# Kew Railway Bridge

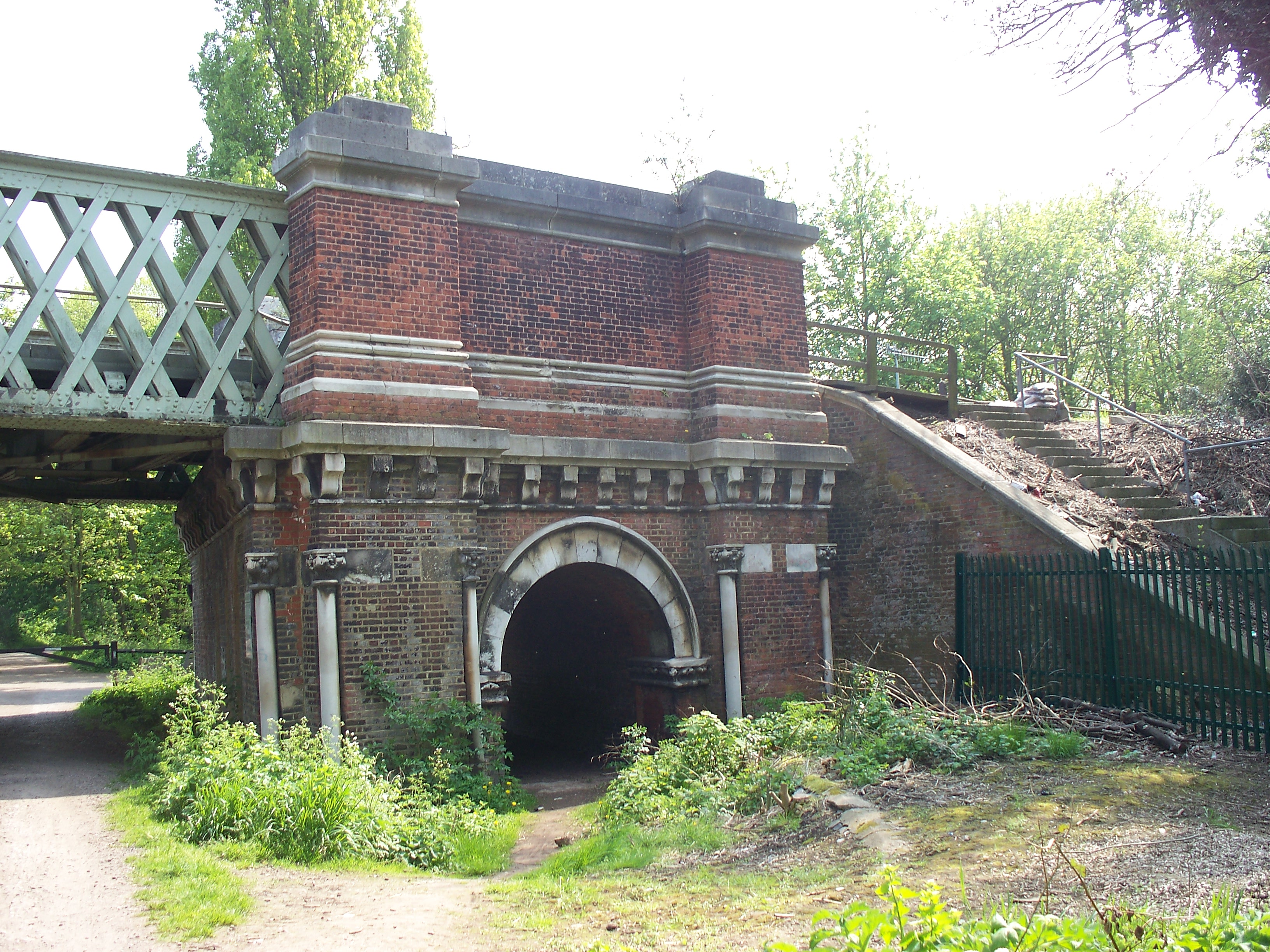
Muratura in pietra del ponte ferroviario di Kew

Il Kew Railway Bridge attraversa il fiume Tamigi a Londra, in Inghilterra, tra Kew e Strand-on-the-Green, Chiswick. Il ponte che è stato designato monumento classificato di grado II nel 1983, era stato progettato da W.R. Galbraith e costruito da Brassey & Ogilvie per la London and South Western Railway. Fa parte di un'estensione della linea ferroviaria di quest'ultima compagnia da Acton Junction a Richmond. Il ponte fu inaugurato nel 1869 ed è costituito da cinque campate a traliccio in ferro battuto di 35 metri ciascuna. I pilastri in ghisa sono stati decorati in tre fasi. Durante la seconda guerra mondiale fu costruito un fortino a guardia dell'estremità sud, insieme a un recinto aperto da cui far sparare un cannone anticarro.
Il ponte trasporta due binari elettrificati sia con la terza rotaia che con la quarta rotaia in stile metropolitana di Londra. Ora è di proprietà di Network Rail e utilizzato dal London Overground per i treni passeggeri della North London Line che circolano tra Richmond e Stratford. Gli stessi binari sono utilizzati anche dai treni della Linea District della metropolitana di Londra che collegano Richmond e Upminster.
Nel 1964 l'arco nord sotto il ponte ferroviario di Kew è stato acquisito da Strand sul Green Sailing Club e da allora è stato affittato dalla British Rail e dai suoi eredi.

## Nella fiction
In The Dalek Invasion of Earth, un serial del 1964 tratto da Doctor Who della BBC, il TARDIS si materializza sotto i ponti; è intrappolato quando il ponte crolla.
Un treno della linea District è visibile mentre attraversa il ponte nel film del 1965 Four in the Morning.